# Crețușcă
Crețușca (Filipendula ulmaria) este o plantă din familia Rosaceae, cunoscută sub denumirile populare de: barba-caprei sau  pepenică.

## Descriere
Crețușca este o plantă erbacee perenă, meliferă și medicinală, înaltă de 100–120 cm, cu flori albe dispuse în corimb. Este frecvent întâlnită pe marginea apelor curgătoare de la câmpie până la limita superioară a fagului, precum și în fânețele umede și înflorește începând cu luna iunie, până la sfărșitul lui august.
În scopuri medicinale se întrebuințează părțile aeriene recoltate în perioada de înflorire. Inflorescența se taie cu foarfeca cu cel mult 1 cm de axul care o susține, iar florile proaspete, prin frecare degajă un miros de salicilat de metil.

## Componenții principali
Flavonoide, gaulterozidă, aldehidă salicică, vanilină, spireină și tanin, heliotropină.

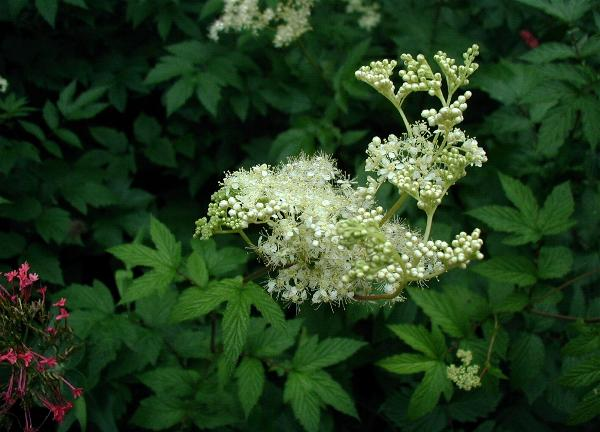
Creţuşcă

## Proprietăți
- acțiune antireumatismală datorită gaulterozidei și spireinei
- acțiuni astringente, tonice și antihidropice
- efecte diuretice datorită flavonoidelor

## Indicații
Se utilizează ca adjuvant în tratamentul reumatismului articular acut, ca diuretic și diaforetic.